# كزافييه جيل
كزافييه جيل (24 مايو 1982 بأندورا لا فيلا في أندورا - ) هو لاعب كرة قدم أندوري في مركز الدفاع. شارك مع منتخب أندورا لكرة القدم. أما مع النوادي، فقد لعب مع نادي سانتا كولوما ونادي أندورا لكرة القدم.

## وصلات خارجية
- كزافييه جيل على موقع الاتحاد الدولي (مؤرشف)  (الإنجليزية)
- كزافييه جيل على موقع قاعدة بيانات كرة القدم.إي يو (الإنجليزية)
- كزافييه جيل على موقع ناشيونال فوتبول تيمز (الإنجليزية)
- كزافييه جيل على موقع Soccerway.com (الإنجليزية)